# Copa das Nações da OFC de 2008
A Copa das Nações da OFC de 2008 também representou a segunda fase das eliminatórias da Oceania para a Copa do Mundo FIFA de 2010 e contou com a participação de quatro seleções.
A Nova Zelandia sagrou-se campeã com duas rodadas de antecedência e garantiu o direito de disputar uma vaga na Copa do Mundo de 2010 na repescagem contra uma equipe da Ásia.

## Classificação
| Pos | País           | Pts | J | V | E | D | GP | GC | SG |
| --- | -------------- | --- | - | - | - | - | -- | -- | -- |
| 1   | Nova Zelândia  | 15  | 6 | 5 | 0 | 1 | 14 | 5  | +9 |
| 2   | Nova Caledônia | 8   | 6 | 2 | 2 | 2 | 12 | 10 | +2 |
| 3   | Fiji           | 7   | 6 | 2 | 1 | 3 | 8  | 11 | -3 |
| 4   | Vanuatu        | 4   | 6 | 1 | 1 | 4 | 5  | 13 | -8 |

## Resultados
| 17 de outubro de 2007 | Fiji | 0 – 2     | Nova Zelândia             | Churchill Park, Lautoka                  |
| 16:00 (UTC+12)        |      | Relatório | Vicelich 37' · Smeltz 86' | Público: 6,000 Árbitro: USA Jair Marrufo |

| 17 de novembro de 2007 | Vanuatu      | 1 – 2     | Nova Zelândia               | Korman Stadium, Port Vila             |
| 14:00 (UTC+11)         | Naprapol 26' | Relatório | Smeltz 52' · Mulligan 90+3' | Público: 8,000 Árbitro: PNG Job Minan |

| 17 de novembro de 2007 | Fiji                             | 3 – 3     | Nova Caledônia                      | Govind Park, Ba                           |
| 15:00 (UTC+12)         | Nawatu 3' · Vakatalesau 28', 87' | Relatório | Djamali 67' · Kaudre 83' · Hmae 88' | Público: 1,500 Árbitro: NZL Peter O'Leary |

| 21 de novembro de 2007 | Nova Zelândia                             | 4 – 1     | Vanuatu    | Westpac Stadium, Wellington                |
| 19:00 (UTC+13)         | Mulligan 14', 81' · Smeltz 29' (pen), 34' | Relatório | Sakama 50' | Público: 2,500 Árbitro: TAH Averii Jacques |

| 21 de novembro de 2007 | Nova Caledônia                               | 4 – 0     | Fiji | Stade Numa-Daly Magenta, Nouméa            |
| 19:00 (UTC+11)         | Wajoka 28' (pen) · Hmae 30', 55' · Mapou 59' | Relatório |      | Público: 1,000 Árbitro: AUS Matthew Breeze |

| 14 de junho de 2008 | Vanuatu    | 1 – 1     | Nova Caledônia | Korman Stadium, Port Vila                 |
| 14:00 (UTC+11)      | Mermer 77' | Relatório | Djamali 73'    | Público: 4,000 Árbitro: FIJ Rakesh Varman |

| 21 de junho de 2008 | Nova Caledônia                     | 3 – 0     | Vanuatu | Stade Numa-Daly Magenta, Nouméa            |
| 15:00 (UTC+11)      | Wajoka 36' · Hmae 60' · Diaike 87' | Relatório |         | Público: 2,700 Árbitro: NZL Michael Hester |

| 6 de setembro de 2008 | Fiji                    | 2 – 0     | Vanuatu | Govind Park, Ba                       |
| 15:00 (UTC+12)        | Kumar 7' · Dunadamu 87' | Relatório |         | Público: 3,000 Árbitro: PNG Job Minan |

| 6 de setembro de 2008 | Nova Caledônia | 1 – 3     | Nova Zelândia                 | Stade Numa-Daly Magenta, Nouméa           |
| 17:00 (UTC+11)        | Hmae 55'       | Relatório | Sigmund 16' · Smeltz 65', 75' | Público: 2,589 Árbitro: FIJ Rakesh Varman |

| 10 de setembro de 2008 | Vanuatu                  | 2 – 1     | Fiji           | Korman Stadium, Port Vila                 |
| 14:00 (UTC+11)         | Sakama 59' · Malas 90+2' | Relatório | Dunadamu 90+3' | Público: 1,200 Árbitro: NZL Peter O'Leary |

| 10 de setembro de 2008 | Nova Zelândia                  | 3 – 0     | Nova Caledônia | North Harbour Stadium, Auckland            |
| 19:30 (UTC+12)         | Smeltz 49', 76' · Christie 69' | Relatório |                | Público: 8,000 Árbitro: TAH Norbert Hauata |

| 19 de novembro de 2008 | Nova Zelândia | 0 – 2     | Fiji             | Churchill Park, Lautoka (FIJ)           |
| 18:00 (UTC+12)         |               | Relatório | Krishna 63', 90' | Público: 4,500 Árbitro: VAN Lencie Fred |

## Premiação
| Vencedor                          |
| Nova Zelândia                     |
| --------------------------------- |
| NOVA ZELÂNDIA Campeão (4º título) |

## Artilharia
| 8 gols (1) - Shane Smeltz (NZL) 5 gols (1) - Michel Hmae (NCL) 3 gols (1) - David Mulligan (NZL) | 2 gols (6) - Maciu Dunadamu (FIJ) - Roy Krishna (FIJ) - Osea Vakatalesau (FIJ) - Ramon Djamali (NCL) - Pierre Wajoka (NCL) - François Sakama (VAN) 1 gol (11) - Salesh Kumar (FIJ) | 1 gol (continuação) - Valerio Nawatu (FIJ) - Patrick Diaike (NCL) - Noel Kaudre (NCL) - Marius Mapou (NCL) - Ivan Vicelich (NZL) - Jeremy Christie (NZL) - Ben Sigmund (NZL) - Derek Malas (VAN) - Etienne Mermer (VAN) - Jean Naprapol (VAN) |